# باراباس
باراباس او باليونانية العامية المختلطة ( Bαραββᾶς) هو المجرم الذي طلبت الجموع من بيلاطس في عيد الفصح وبتحريض من الكهنة والشيوخ أن يطلق سراحه وأن يصلب يسوع الناصري. (مت 27: 20، 21، مرقس 15: 15، لو 23: 18، يو 18: 40) ويقول مرقس إنه كان «موثقاً مع رفقائه في الفتنة، الذين في الفتنة فعلوا قتلاً». ويقول لوقا: «وذاك كان قد طرح في السجن لأجل فتنة حدثت في المدينة وقتل» (لو 23: 19 – انظر أ ع 3: 14). ويقول يوحنا: «وكان باراباس لصاً» أو قاطع طريق (يو 18: 40).
لاتوجد معلومات عن باراباس شيئاً أكثر من ذلك، ولا عن الفتنة التي أشترك فيها. ويزعم البعض أن تلك الفتنة كانت حركة سياسية ضد السلطات الرومانية، وهو أمر بعيد الاحتمال جداً، إذ لا يعقل أن الكهنة (وكانوا من الحزب المؤيد لروما) يحرضون الجموع علي أن يطلبوا إطلاق سراح سجين سياسي من أعداء روما، ويجيبهم بيلاطس إلي طلبهم، بينما هم يقدمون يسوع المسيح للموت بعلة مقاومة روما وقيصر (لو 23: 2)، فالأرجح أن الفتنة كانت عملاً من أعمال عصابات قطع الطريق. أما الزعم بأن اليهود لم يكن يعنيهم إطلاق سراح مجرد لص أو قاطع طريق، ففيه تجاهل لما يمكن أن تنساق إليه جموع الرعاع الهائجة.
ولايعلم شيءٌ عن عادة إطلاق سجين في كل عيد، أكثر مما جاء في الأناجيل، ولكن عادة إطلاق سراح الأسرى والسجناء في المناسبات المختلفة كانت أمراً مألوفاً.

## يسوع باراباس
تقول الموسوعة الأرثوذكسية: في بعض مخطوطات اليونانية المتأخرة. في مخطوطات إنجيل متى (27: 16-17) يُدعى "يسوع باراباس" (ص1 وبعض الآخرين). ويشير أوريجانوس إلى أن معظم المخطوطات في عصره (حوالي 240 م) كانت تحتوي على هذا الشكل من الاسم على وجه التحديد. من. حديث يدرك الباحثون أيضًا أن هذا الشكل الكامل للاسم "باراباس" هو الذي كان أساسيًا؛ وفي وقت لاحق تم استبداله بالكتبة بصيغة أقصر، حتى لا يتم ربط الاسم الشخصي ليسوع المسيح بـ V. ( Metzger B. Textual Comment). إلى العهد الجديد اليوناني، 1975. ص 67-68). وهكذا فإن إنجيل متى يقارن بين شخصين يحملان نفس الاسم - يسوع: يدعو بيلاطس الجمع إلى الاختيار بين يسوع، ابن أبا، ويسوع الذي يدعى المسيح ( أولبرايت، مان . متى. ص 343-344).